# Dan Newhouse
Daniel Milton Newhouse, detto Dan (Sunnyside, 10 luglio 1955), è un politico statunitense, membro della Camera dei Rappresentanti per lo stato di Washington.

## Biografia
Nato e cresciuto nello stato di Washington, dopo gli studi Newhouse entrò in politica con il Partito Repubblicano e nel 2003 venne eletto all'interno della legislatura statale di Washington.
Nel 2009 la governatrice Christine Gregoire nominò Newhouse direttore del Dipartimento dell'Agricoltura, carica che egli mantenne fino al 2013. Nel 2014 Newhouse si candidò alla Camera dei Rappresentanti per il seggio lasciato da Doc Hastings e dopo le primarie molto combattute, riuscì a vincere anche le elezioni generali divenendo deputato.